# Trigonoptera gracilis
Trigonoptera gracilis là một loài bọ cánh cứng trong họ Cerambycidae.